# Vinaya
Vinaya är en kategori av texter inom de olika buddhistiska inriktningarna som innehåller levnadsregler för munkar och nunnor. För varje regel beskrivs även historien bakom varför regeln sattes upp. Av de tidiga buddhistiska inriktningarnas vinayor finns följande bevarade:
1. Dharmaguptakas vinaya
2. Sarvastivadas vinaya
3. Mahisasakas vinaya
4. Kasyapiyas vinaya
5. Mahasamghikas vinaya
6. Mulasarvastivadas vinaya
7. Theravadas vinaya

Av de ovanstående finns de 6 första bevarade i den kinesiska buddhismens skriftkanon. Theravadas vinaya är den enda bevarade vinayan i ett indiskt språk. Dharmaguptakas vinaya är den mest vanligt använda vinayan inom östasiatisk buddhism (mahayana), och tibetansk buddhism använder huvudsakligen mūlasarvāstivādas vinaya.